# Ernst Daniel Adami
Ernst Daniel Adami   (Zduny, 19 de novembre de 1716 - Prudnik i Pomorzowice, 29 de juliol de 1795) fou un mestre de capella, organista, professor de música, escriptor, director de cor, professor i teòleg protestant alemany.
Tot i que se sap que va escriure molt, només se'n conserven dues obres seves: una sèrie de dissertacions, escrites en alemany, amb el títol de Le sublims belleses del cant, en els càntics del servei diví (Leipzig, 1755), i una altra, Explicació del triple eco que hi ha a l'entrada del bosc d'Aderbach, a Bolonya, (Leipzig, 1750), deixant a banda diverses dissertacions.